# Condado de Forrest
El condado de Forrest (en inglés: Forrest County), fundado en 1906, es un condado del estado estadounidense de Misisipi. En el año 2000 tenía una población de 72.604 habitantes con una densidad poblacional de 60 personas por km². La sede del condado es Hattiesburg.

## Geografía
Según la Oficina del Censo, el condado tiene un área total de 1217 km² (469,9 mi²), de la cual 1210 km² (467,2 mi²) es tierra y 7 km² (2,7 mi²) es agua.

## Demografía
En el 2000 la renta per cápita promedia del condado era de $ 27,420 y el ingreso promedio para una familia era de $35,791. El ingreso per cápita para el condado era de $15,160. En 2000 los hombres tenían un ingreso per cápita de $28,742 frente a $20,500 para las mujeres. Alrededor del 22.50% de la población estaba bajo el umbral de pobreza nacional.

## Condados adyacentes
- Condado de Jones (noreste)
- Condado de Perry (este)
- Condado de Stone (sur)
- Condado de Pearl River (suroeste)
- Condado de Lamar (oeste)
- Condado de Covington (noroeste)

## Localidades
Ciudades
- Hattiesburg (pequeña porción en el condado de Lamar)
- Petal

Lugares designados por el censo
- Glendale
- Rawls Springs

Áreas no incorporadas
- Brooklyn
- Carnes
- Fruitland Park
- McLaurin
- Palmer

## Principales carreteras
- Interestatal 59
- U.S. Highway 11
- U.S. Highway 49
- U.S. Highway 98
- Carretera 13
- Carretera 42
- Carretera 44